# Cynthia rogeri
Cynthia rogeri är en fjärilsart som beskrevs av Meilhan 1929. Cynthia rogeri ingår i släktet Cynthia och familjen praktfjärilar. Inga underarter finns listade i Catalogue of Life.